# MD6
MD6消息摘要算法是一个密碼雜湊函數。它使用默克尔树形式的结构，允许对很长的输入并行进行大量散列计算。作者称，在英特尔酷睿2双核CPU上，MD6-256的性能为每字节28个时钟周期，并可证明的有抗差分密码分析能力。参考实现的源代码在MIT許可證下发布。 
据介绍，在16核CPU架构上对长消息的处理速度可能超过1 GB/秒。 
2008年12月，Fortify Software的Douglas Held在原始MD6哈希算法的参考实现中发现了缓冲区溢出问题。此错误后由罗纳德·李维斯特于2009年2月19日公布，Fortify的报告发布前已发布更正的参考实现。 
MD6被提交到NIST SHA-3竞赛。但2009年7月1日，Rivest在NIST上评论说，由于速度问题，MD6尚未准备好成为SHA-3的候选者。在所提交的证明能抵抗差分攻击的MD6版本中发现了一个缺陷，且无法为速度更快的减法版本提供同样的证明。 尽管Rivest在MD6网站上也表示未正式撤回，MD6没有进入SHA-3竞赛的第二轮。 2011年9月，MD6网站上发布了一篇论文，提供了改进的证明，以及更快的减少回数并可抗差分攻击的版本 。 